# Pericoma simplex
Pericoma simplex är en tvåvingeart som beskrevs av Tonnoir 1929. Pericoma simplex ingår i släktet Pericoma och familjen fjärilsmyggor. Inga underarter finns listade i Catalogue of Life.